# Lupe Cajías
Lupe Cajías (La Paz, Bolivia; 1955) es una periodista, historiadora y escritora boliviana. Cajías centró su carrera en el periodismo, aunque también es autora de libros como "Historia de una Leyenda, vida y palabra de Juan Lechín Oquendo" (1988) y "Valentina. Historia de una rebeldía", entre otros. La trayectoria de Cajías ha sido reconocida con el premio nacional de la UNICEF el año 1986 mientras que,se hizo acreedora del Premio Erich Guttentag a la novela (por "Valentina. Historia de una rebeldía") el año 1996, siendo este premio reemplazado por el Premio Nacional de Novela dos años más tarde, el año 1998.

## Biografía
Cajías nació en la ciudad de La Paz, el año 1955. Cursó la carrera de periodismo, con mención en el área de investigación, en la Pontificia Universidad Javeriana de Bogotá, de la que se graduó con honores. Asimismo, estudió la carrera de historia en la Universidad Mayor de San Andrés (UMSA). Fue testigo del retorno a la democracia en Bolivia, el 10 de octubre de 1982, habiendo dado a luz a su primer hijo pocos días antes.
En su papel como periodista, Cajías fue también redactora de "El Tiempo" de Bogotá, pasando luego a ser columnista de los diarios "Los Tiempos" y "Página Siete". De igual manera, Cajías fue redactora jefa en el semanario Aquí. En 2014 fue elegida  como presidenta de la Asociación de Periodistas de La Paz (APLP) , concluyendo su periodo el año 2016. Durante este periodo realizó una serie de acciones en favor de la libertad de expresión, que, según la APLP, era coartada por las acciones del gobierno de Evo Morales. Su periodo terminó el 2016, cuando Nelson Martínez ganó las nuevas elecciones dentro del sindicato.
Cajías también incursionó en el campo de la política al ser responsable del departamento de lucha contra la corrupción durante el periodo 2003-2005, en la presidencia de Carlos Mesa. Durante su trabajo en este cargo, la periodista Amalia Pando denunció  que Cajías habría recibido un sobresueldo de 4 mil dólares; sin embargo, la denuncia fue desestimada por la justicia del país. De igual manera, fue miembro fundador de la Fundación Cultural Huáscar Cajías.

## Docencia
Cajías fue docente en la Universidad Mayor de San Andrés, su alma mater. De la misma manera, ejerce la docencia en la Universidad Católica Boliviana San Pablo.

## Obras
- El Presente es de lucha, el futuro es nuestro (1983) Ensayo
- Historia de una leyenda, vida y palabra de Juan Lechín Oquendo (1988) Biografía
- Biografía de Flavio Machicado Viscarra (1994) Biografía
- Valentina. Historia de una rebeldía (1998) Novela. Premio Erich Guttentag.
- Los caminos de Nuevos Horizontes (2007) Ensayo
- Morir en mi cumpleaños, Lupe Cajías (2011) biografía novelada de Óscar Únzaga
- Nueva crónica y buen gobierno (2012) Crónica, en conjunto con otros autores